# Ghostbusters (computerspel uit 1990)
Ghostbusters is een videospel gebaseerd op de gelijknamige franchise. Het spel werd uitgebracht door Sega voor de Mega Drive/Genesis op 20 juni 1990.

## Verhaal
Het spel speelt zich af tussen Ghostbusters en Ghostbusters II. De Ghostbusters hebben al een tijd geen opdracht meer gehad, maar dan krijgen ze opeens meerdere oproepen tegelijk. Overal in New York duiken weer geesten op, waaronder opnieuw de kolossale Stay Puft Marshmallow Man uit de climax van de eerste film.
De Ghostbusters gaan de oproepen een voor een bij langs. Na elke geslaagde klus vinden ze een stuk van een kleitablet. Wanneer ze alle stukken bij elkaar leggen, gaat er een poort open naar een andere wereld waardoor een horde spoken New York binnendringt. De Ghostbusters moeten een juweel uit de andere wereld zien te bemachtigen om de poort te sluiten en de geesten terug te sturen.

## Gameplay
Het spel is een Shoot 'em up-spel waarin de speler cartoonversies van drie van de vier Ghostbusters bestuurt.
Er zijn aanvankelijk vier levels beschikbaar. Als deze zijn uitgespeeld wordt een vijfde level ontsloten, gevolgd door een zesde en een slotlevel. Spelers moeten geld verdienen door spoken te vangen. Elk level bevat een aantal (meestal twee) bazen genaamd "middle ghosts". Als een middle ghost is verslagen verandert hij in een klein groen spook dat gevangen kan worden voor extra geld. Tussen de levels door kan het verdiende geld worden gebruikt voor het kopen van power-ups.
De bespeelbare personages in het spel zijn Peter Venkman, Egon Spengler en Raymond Stantz. Elk hebben ze andere wapens en upgrades.